# Episodi di California Dreams (prima stagione)
La prima stagione della serie televisiva California Dreams è stata trasmessa in anteprima negli Stati Uniti d'America dalla NBC tra il 12 settembre 1992 e il 5 dicembre 1992.
| nº | Titolo originale               | Titolo italiano | Prima TV USA      | Prima TV Italia |
| -- | ------------------------------ | --------------- | ----------------- | --------------- |
| 1  | The First Gig                  |                 | 12 settembre 1992 |                 |
| 2  | Battle of the Bands            |                 | 19 settembre 1992 |                 |
| 3  | Beat of His Own Dream          |                 | 26 settembre 1992 |                 |
| 4  | Double Date                    |                 | 26 settembre 1992 |                 |
| 5  | Dream Man                      |                 | 10 ottobre 1992   |                 |
| 6  | Friends First                  |                 | 17 ottobre 1992   |                 |
| 7  | Guess Who's Coming to Brunch   |                 | 26 ottobre 1992   |                 |
| 8  | It's a Guy Thing               |                 | 31 ottobre 1992   |                 |
| 9  | Mother and Child Reunion       |                 | 7 novembre 1992   |                 |
| 10 | Romancing the Tube             |                 | 14 novembre 1992  |                 |
| 11 | They Shoot Videos, Don't They? |                 | 21 novembre 1992  |                 |
| 12 | This Time                      |                 | 28 novembre 1992  |                 |
| 13 | Where's Dennis                 |                 | 5 dicembre 1992   |                 |